# Taking Off
Taking Off is een Amerikaanse filmkomedie uit 1971 onder regie van Miloš Forman.

## Verhaal
Lynn en Larry Tyne zijn een typisch Amerikaanse familie uit de buitenwijken. Hun 15-jarige dochter Jeannie loopt op een dag weg. Zo bezorgt ze haar ouders enkele volledig nieuwe ervaringen.

## Rolverdeling
| Acteur             | Personage          |
| ------------------ | ------------------ |
| Lynn Carlin        | Lynn Tyne          |
| Buck Henry         | Larry Tyne         |
| Georgia Engel      | Margot             |
| Tony Harvey        | Tony               |
| Audra Lindley      | Ann Lockston       |
| Paul Benedict      | Ben Lockston       |
| Vincent Schiavelli | Schiavelli         |
| David Gittler      | Jamie              |
| Ike Turner         | Zichzelf           |
| Tina Turner        | Zichzelf           |
| Linnea Heacock     | Jeannie Tyne       |
| Rae Allen          | Mevrouw Divito     |
| Frank Berle        | Lid van het comité |
| Philip Bruns       | Politieagent       |
| Gail Busman        | Nancy Lockston     |